# 今井大輔
今井 大輔（いまい だいすけ、1981年 - ）は、日本の漫画家。男性。京都府京丹後市大宮町口大野区出身。京都精華大学人文学部出身。2007年、『モノクロイエスタデイ』が小学館新人コミック大賞第61回青年部門で入選。

## 人物
子供のころから漫画家になるのが夢だった。

## 作品リスト

### 連載
- SEED（『ビッグコミックスピリッツ』2009年18号 - 、全1巻）
- ヒル（『月刊コミック@バンチ』2011年5月号[3] - 2013年5月号、全5巻）
- 古都こと -ユキチのこと-（『ヤングチャンピオン』2015年No.6[4] - 2016年No.9、全3巻）
- 古都こと -チヒロのこと-（『漫画アクション』2015年No.6[5] - 2016年9号[6]、全3巻）
- クロエの流儀（『週刊漫画ゴラク』2014年2月21日号[7] -  → 『ゴラクエッグ』2016年4月25日[8] - 2016年、全3巻）
- こちら、あたためますか？（『COMICリュエル』2017年7月7日[9] - 、全1巻）
- セツナフリック（『Champion タップ!』2017年7月27日[10] - 、全1巻）
- ヒル・ツー（『くらげバンチ』2018年4月20日[11] - 2019年、全4巻）
- パッカ（『ビッグコミックスピリッツ』2020年12号[12] - 2021年11号、全5巻）
- ビターコネクト（『週刊漫画ゴラク』2021年12月31日号[13] - 2023年6月30日号[14]、全2巻） - 月1連載[13]
- 恋と地獄（COMIC ROOM[15]、既刊1巻）

### 短編・読み切り
- ロッキンオン（『ビッグコミックスピリッツCasual増刊号』2004年9月16日号）
- 隙間（『ビッグコミックスピリッツCasual増刊号』2007年）
- モノクロイエスタデイ（『ビッグコミックスピリッツCasual増刊号』2007年12月25日号）
- バーチャメモリー（『週刊少年チャンピオン』2013年No.8）
- 友人Hの体験（『ダ・ヴィンチ』2013年9月号[16]）
- 電子社会で感じる吐き気と、そこでボクが拾ったモノ。（『ヤングチャンピオン』2014年No.5）
- オセロ （『モーニング』2014年No.11[17]）
- 神々の山 魔境の嶺（『HONKOWA』2015年1月号[18]） - 第2話を担当[注釈 1]。
- さいしょはグー（『週刊ヤングジャンプ』2023年37・38合併号[19]）